# Gobierno de Michel Debré

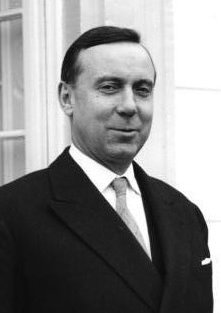
Visita del primer ministro francés Debré a Bonn el 7 de octubre de 1960 En la imagen: El primer ministro francés y canciller Konrad Adenauer en la terraza de la Cancillería Federal

El gabinete Debré (1º gobierno de la V República Francesa) estuvo en funcionamiento entre el 8 de enero de 1959 y el 14 de abril de 1962, bajo la autoridad del presidente de la República Charles de Gaulle y la dirección del primer ministro Michel Debré.

## Composición inicial
La composición inicial del gabinete Debré fue publicada en el Journal Official (diario oficial) del 8 de enero de 1959:
- Primer ministro: Michel Debré (UNR)
  - Ministro delegado, adjunto al Primer ministro, para el Sáhara, los Territorios y Dominios de Ultramar (DOM-TOM) y la Energía Atómica: Jacques Soustelle (UNR).
- Ministros de Estado: André Malraux, Luis Jacquinot (CNIP), Félix Houphouët-Boigny (RDA) y Robert Lecourt (MRP).
- Finanzas y Asuntos Económicos: Antoine Pinay (CNIP).
- Asuntos Exteriores: Maurice Couve de Murville (UNR).
- Justicia (Garde de Sceaux): Edmond Michelet.
- Ejércitos: Pierre Guillaumat.
- Interior: Jean Berthoin (radical).
- Agricultura: Roger Houdet (CNIP).
- Educación nacional: André Beullouche.
- Información: Roger Frey.
- Correos y Telecomunicaciones: Bernard Cornut-Gentille (UNR).
- Salud Pública y Población: Bernand Chenot.
- Construcción: Pierre Sudreau (MRP).
- Obras Públicas y Transportes: Robert Buton (MRP).
- Trabajo: Paul Bacon (MRP).
- Antiguos Combatientes: Raymound Tribulet (UNR).

- Datos: Q1719828
- Multimedia: Ministers of Michel Debré / Q1719828